# OK Go
OK Go es una banda de indie rock y rock alternativo formada en Chicago, aunque con sede en Los Ángeles. El grupo está formado por Damian Kulash (voz y guitarra), Tim Nordwind (bajo), Dan Konopka (batería) y Andy Ross (guitarra y teclado). Hasta la fecha han sacado cuatro álbumes: OK Go, Oh No, Of the blue colour of the sky y Hungry Ghosts. OK Go es conocido por sus creativos vídeos musicales, entre ellos «Here It Goes Again» (el cual ganó el Premio Grammy al mejor vídeo musical en 2007), «This Too Shall Pass», «White Knuckles», «Needing/Getting», «The Writing's on the Wall» y «I Won't Let You Down».

## Historia

### Formación (1998-2002)
El vocalista de la banda, Damian Kulash, conoció al bajista Tim Nordwind en el Interlochen Arts Camp cuando ambos tenían 11 años. Kulash se decantó por el diseño gráfico, mientras que Nordwind estudió música. Según declaró Damian en una entrevista, el nombre del grupo proviene de su profesor de arte, que solía decir: "Ok... Go!" ("Listos... ¡Va!") para indicar cuándo debían empezar a dibujar.
Se mantuvieron en contacto después del campamento, a menudo intercambiando mixtapes que han llegado a influir en el gusto musical y en el estilo de música del grupo. Se reunieron con el exguitarrista de la banda y el tecladista Andy Duncan en la escuela secundaria, y el batería Dan Konopka en la universidad. OK Go se formó oficialmente en 1998. La banda fue el grupo que acompañó al programa de la radio pública "This American Life" en la gira del espectáculo de su quinto aniversario.

### OK Go(2002-2004)
La banda lanzó su auto-titulado álbum debut en 2002. En el Reino Unido, "Get Over It" debutó el 16 de marzo de 2003 en el puesto número 21 en la lista de sencillos del Reino Unido, y la banda apareció en la edición de esa semana de Top of the Pops. También esa semana, el vídeoclip de la canción fue nombrado "vídeo de la semana" por la revista Q. El sencillo fue presentado en los videojuegos de EA Sports, Triple Play 2003 y Madden NFL 2003.
La banda contribuyó en una versión de la canción "This Will Be Our Year" de The Zombies, para participar en un álbum de Barsuk Records en el otoño de 2004 cuyo objetivo era apoyar la política en contra de Bush. Incluso el cantante Damian Kulash escribió una guía titulada "¿Cómo puede tu banda echar a Bush?" para las bandas con la esperanza de ayudar a derrocar al presidente George W. Bush.

### Oh No(2005-2008)
El segundo álbum de la banda, Oh No, fue grabado en Malmö, Suecia, y producido por Tore Johansson (The Cardigans, Franz Ferdinand) en otoño de 2004. Después de la grabación, en 2005, Andy Duncan dejó la banda y fue reemplazado por Andy Ross, quien audicionó para ellos en Los Ángeles. El álbum fue lanzado en agosto de 2005.
Oh No ganó popularidad por su primer sencillo, "A Million Ways", en 2005. El vídeo comenzaba con la banda en un patio trasero mientras realizaban una coreografía preparada por la hermana del cantante, Trish Sie. En agosto de 2006, el videoclip se había convertido en el vídeo musical más descargado de la historia, con más de nueve millones de descargas. La banda presentó el baile en vivo en el programa de televisión británico Soccer AM, así como en el show de comedia nocturna estadounidense, MADtv.
El 31 de julio de 2006, la banda lanzó el videoclip de la canción "Here It Goes Again", en donde los cuatro miembros de la banda aparecían montados sobre varias cintas de correr mientras bailaban un baile que había preparado y posteriormente dirigido Trish Sie. Este vídeo fue visto por más de un millón de personas en YouTube en los primeros seis días. El vídeo original había sido visto más de 52 millones de veces, poniéndolo en el puesto 42 en la lista de vídeos más vistos de todo el mundo, y en el puesto número 29 dentro de la categoría de vídeos musicales. Además ocupa el séptimo puesto dentro de la lista de los diez vídeos con mayor reproducción y popularidad de todos los tiempos dentro de YouTube, hasta que fue retirado de su canal. Fue resubido en diciembre de 2011, y actualmente posee más de 60 millones de visitas. La banda ha trabajado con directores como Francis Lawrence, Olivier Gondry (hermano de Michel Gondry), Brian L. Perkins, Keiner Scott y Todd Sullivan. El 23 de agosto de 2006, Damian Kulash apareció en The Colbert Report para hablar de los videos de "A Million Ways" y "Here It Goes Again". El vídeo de esta última ganó el Premio 2006 de YouTube en la categoría de "vídeo más creativo".
En los vídeos de OK Go, el bajista Tim Nordwind hace playback imitando al vocalista, Damian Kulash, siguiendo el formato de la coreografía de la canción "CCC-Cinnamon Lips", en la que Tim canta en lugar de Damian. El 31 de agosto de 2006, OK Go se presentó en vivo en los MTV Video Music Awards de 2006 donde realizar la coreografía de "Here It Goes Again". El 7 de noviembre de 2006, OK Go lanzó una edición limitada de lujo de CD/DVD del álbum Oh No, que contiene todos los vídeos musicales (tanto bailando como tocando instrumentos), un vídeo de 180 fanes imitando la coreografía de "A Million Ways" para un concurso de YouTube, imágenes inéditas y el backstage de varios ensayos para "Here It Goes Again" y los MTV VMAs.
En mayo de 2006, OK Go participa en la gira junto a Panic! at the Disco, actuando en septiembre de ese mismo año en el Reino Unido junto a Motion City Soundtrack, y en los Estados Unidos con el apoyo de Snow Patrol a principios de 2007. El 11 de febrero de 2007, OK Go y Trish Sie se llevaron a casa un premio Grammy en la categoría de "Mejor Video musical" por su videoclip "Here It Goes Again".
En 2007 OK Go escribió la canción del equipo de fútbol Chicago Fire SC. La canción apareció en la página web del equipo como descarga gratuita. También en 2007, OK Go hizo varias covers de la canción "Gigantic" de Pixies. En 2008, Damian Kulash dijo que la banda no había producido los vídeos de YouTube como parte de una campaña de marketing "maquiavélica": "En ningún caso se nos ocurrió hacer esto para que la gente fuese a comprar nuestros discos. Lo único que pretendes llevar a cabo es crear vídeos y canciones creativas para ganarse la vida".
Después de visitar Nueva Orleans en 2006, la banda grabó un EP con el grupo de funk y rock Bonerama, para recaudar dinero a los músicos que fueron desplazados por el Huracán Katrina en 2005. El EP, titulado "Oh lately it's so quiet", fue lanzado el 5 de febrero de 2008.

### Of the blue colour of the sky(2008-2010)
El 12 de octubre de 2008, OK Go anunció que ya habían terminado de escribir nuevas canciones para su tercer álbum y se encontraban en los estudios en Nueva York con el productor Dave Fridmann (el cual ya había trabajado previamente con grupos como The Flaming Lips y MGMT, entre otros). La banda reveló el título del tercer álbum, titulado Of the blue colour of the sky. El nombre del proviene de un libro seudocientífico escrito por Augusto Pleasonton en 1876 titulado "The Influence of the Blue Ray of the Sunlight and of the Blue Colour of the Sky". OK Go ha declarado que estas son las canciones más desconsoladoras, honestas y profundas de su carrera, y el álbum en sí tiene un sonido mucho más funky mezclado con un ligero tono melancólico similar a Prince. El 7 de mayo de 2009 una de las canciones del álbum, titulada "Skyscrapers", fue lanzada como descarga gratuita. El primer sencillo, "WTF?", Fue lanzado el 10 de noviembre. El 8 de enero de 2010, OK Go apareció en The Tonight Show con Conan O'Brien e interpretó una canción del álbum, "This Too Shall Pass". Finalmente, y tras varios retrasos y rumores sobre la fecha de lanzamiento, Of the blue colour of the sky fue puesto en libertad el 12 de enero de 2010.

### Paracadute Productions (2010-2012)

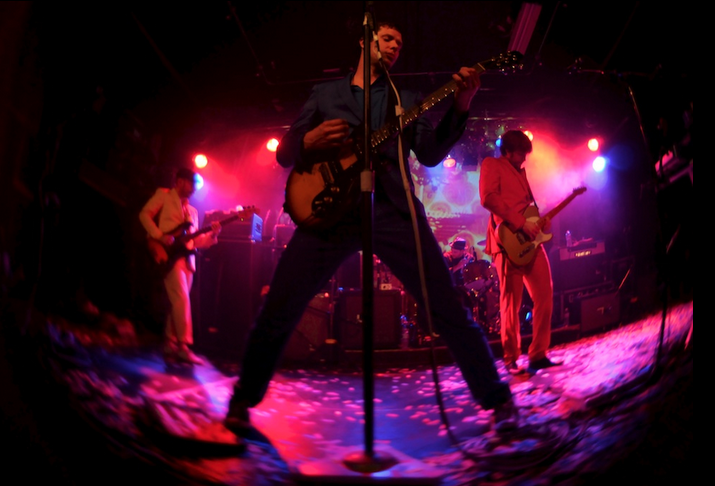
OK Go actuando en Ottawa en 2010.

El 10 de marzo OK Go anunció que había cortado sus lazos con EMI y Capitol Records, y que se acababan de unir al sello discográfico independiente Paracadute. Of the blue colour of the sky fue relanzado el 1 de abril, cuando el nuevo sello se hizo cargo de la promoción, campaña y todas las responsabilidades de distribución del álbum. Se especuló que la ruptura fue causada por el descontento de la banda con la multinacional sobre los esfuerzos para bloquear la distribución viral de los videos musicales de Oh No y de Of the blue colour of the sky. El 12 de enero de 2010 se lanzó el videoclip de la canción "This Too Shall Pass" en donde figuraba la banda de música de la Universidad de Notre Dame. El 1 de marzo de 2010, OK Go lanzó una segunda versión de la canción, dirigida por James Frost.
La considerable fama de OK Go ha sido, en gran parte, por sus creativos vídeos musicales. Éstos, pese a ser de bajo presupuesto, han sido promovidos a través de Internet mediante páginas web como YouTube, convirtiéndose muchos de ellos en vídeos virales. Samuel Bayer, quien drigió varios vídeos musicales en la década de 1990, afirmó que la promoción de OK Go a través de Internet era similar al advenimiento de Nirvana en el movimiento grunge.
El enorme éxito musical de OK Go le permitió ganar el Premio Especial Anual de Artista de Cine y el videoclip de "Needing/Getting" logró consagrarse campeón dentro de la catogoría Vídeo del Año dentro de los Premios Webby. El video de "This Too Shall Pass" fue nombrado tanto "Vídeo del Año" como "Mejor Vídeo Rock" en la tercera edición de los UK Video Music Awards. La canción también ganó el Premio del Festival de Cine de Los Ángeles dentro de la categoría a "Mejor Vídeo Musical".

### Twelve Days with OK Go (2012-2014)
En diciembre de 2012, OK Go lanzó una colección de canciones y actuaciones en vivo y con la colaboración de otros artistas, llamada "Twelve Days With OK Go" (en español: "Doce días con OK Go"). La colección fue lanzada de forma gratuita en el sitio web de la banda e incluye versiones de canciones de The Beatles, They Might Be Giants, The Kinks, Adam and the Ants y Pixies.
Tras el lanzamiento de este álbum, que tuvo buena acogida por parte del público, en enero de 2013 la banda anunció "Twelve Months With OK Go" (en español: "Doce Meses con OK Go"), otro álbum con doce canciones. La colección incluye versiones de canciones de bandas como The Breeders, The Specials, y Nelly.

### Hungry Ghosts(2014-presente)
El 3 de abril de 2013, OK Go anunció en su canal de YouTube que estaban en el proceso de grabación de su cuarto álbum. Un correo electrónico enviado a través de la lista de correo de la banda en diciembre de 2013 indicó que el álbum sería lanzado en octubre de 2014, aunque la fecha no estaba aún fijada. En marzo de 2013, OK Go lanzó una nueva canción titulada "I'm Not Through" a través del álbum y en colaboración con la agencia de publicidad Saatchi & Saatchi para The Saatchi & Saatchi Music Video Challenge.
El 16 de junio de 2014, OK Go, en asociación con MOCA, publicó el videoclip de la canción "The Writting's on the Wall", donde los cuatro miembros del grupo aparecen cantando en una gran nave rodeados de dibujos y pinturas en 3D. El vídeo ganó el premio MTV Video Music Awards de 2014 en la categoría de "Mejores efectos visuales".
El último vídeo musical sacado ha sido el de la canción "I Won't Let you Down". Fue subido en el canal de YouTube de la banda el 27 de octubre de 2014, y ya cuenta con más de 20 millones de visitas.

## Componentes
Los actuales miembros del grupo son:
- Damian Kulash: voz y guitarra, (1998-actualidad)
- Tim Nordwind: bajo y coros, (1998-actualidad)
- Andy Ross: guitarra, teclados y coros, (2005-actualidad)
- Dan Konopka: batería, (1998-actualidad)

### Exmiembros
- Andy Duncan: guitarra, teclados y coros, (1998-2005)

## Discografía

### Álbumes de estudio
- OK Go (2002)
- Oh No (2005)
- Of the Blue Colour of the Sky (2010)
- Hungry Ghosts (2014)[1]

## Premios
- Grammys:
  - Best Short Form Music Video (2007) por "Here It Goes Again"[7]
- YouTube Video Awards:
  - Vídeo más creativo (2006) por "Here It Goes Again"
- UK Video Music Awards:
  - Vídeo del año: "This too shall pass" (2010)
  - Mejor vídeo de rock "This too shall pass" (2010)
- Premios MVA:
  - "This too shall pass" (2010)
- Los Ángeles Film Festival:
  - Mejor vídeo musical: "This too shall pass" (2010)
- A-List Awards:
  - Premio de equipo dirección: "Needing/Getting" (2012)
- Clio Awards:
  - Premio de Oro: "Needing/Getting" (2013)
- MTV Video Music Awards:
  - Mejores efectos visuales: "The Writing's on the Wall" (2014)
  - Mejor Coreografía: "I Won't let you Down" (2015)

## Nominaciones
- MTV Europe Music Awards:
  - Nominado: Best Video por "A Million Ways" (2006).
- Grammys:
  - Nominado: Best video "All is not lost" (2012).